# Classe Colombo Express
La classe Colombo Express è una serie di 8 navi portacontainer costruite dalla sudcoreana Hyundai Heavy Industries per la tedesca Hapag-Lloyd dal 2004 al 2008. La capacità teorica massima delle navi è 8.749 TEU.

## Caratteristiche
Le unità sono lunghe fuori tutto 335,47 metri, larghe 42,8 metri ed hanno un pescaggio massimo di 14,6 metri. La capacità di carico è di 8.749 TEU, di cui 730 TEU refrigerati (reefer).
Il motore principale MAN B&W 12 K 98 ME con una potenza totale di 68.640 kW (93.500 CV) consente una velocità di 25 nodi (46,3 km/h). Il motore Diesel fu costruito su licenza da Hyundai Heavy Industries. Il tipo di motore con la denominazione "ME" rappresenta una sorta di precursore di un motore Diesel Common Rail, poiché i singoli cilindri non vengono alimentati da una tubazione comune del carburante ad alta pressione (Common Rail), ma piuttosto da una propria pompa del carburante, che è azionata e controllata in modo convenzionale da un comune sistema idraulico.

## Unità della classe
| Nome                 | Costruzione n. | Immagine | Costruttore                 | Impostazione      | Varo             | Consegna          | Proprietario   | Numero IMO | Bandiera            | Note  |
| -------------------- | -------------- | -------- | --------------------------- | ----------------- | ---------------- | ----------------- | -------------- | ---------- | ------------------- | ----- |
| Bremen Express       | H1794          |          | HD Hyundai Heavy Industries | 4 settembre 2007  | 23 novembre 2007 | 21 gennaio 2008   | Hapag-Lloyd AG | 9343728    | Germania (bandiera) | [ 1 ] |
| Chicago Express      | H1597          |          | HD Hyundai Heavy Industries | 4 ottobre 2005    | 9 dicembre 2005  | 20 febbraio 2006  | Hapag-Lloyd AG | 9295268    | Germania (bandiera) | [ 2 ] |
| Colombo Express      | H1595          |          | HD Hyundai Heavy Industries | 1º novembre 2004  | 14 gennaio 2005  | 30 marzo 2005     | Hapag-Lloyd AG | 9295244    | Liberia (bandiera)  | [ 3 ] |
| Hanover Express      | H1793          |          | HD Hyundai Heavy Industries | 8 maggio 2007     | 20 luglio 2007   | 28 settembre 2007 | Hapag-Lloyd AG | 9343716    | Germania (bandiera) | [ 4 ] |
| Kuala Lumpur Express | H1795          |          | HD Hyundai Heavy Industries | 27 novembre 2007  | 1º febbraio 2008 | 15 aprile 2008    | Hapag-Lloyd AG | 9343730    | Germania (bandiera) | [ 5 ] |
| Kyoto Express        | H1596          |          | HD Hyundai Heavy Industries | 30 maggio 2005    | 19 agosto 2005   | 14 novembre 2005  | Hapag-Lloyd AG | 9295256    | Liberia (bandiera)  | [ 6 ] |
| Osaka Express        | H1740          |          | HD Hyundai Heavy Industries | 21 settembre 2006 | 8 dicembre 2006  | 8 febbraio 2007   | Hapag-Lloyd AG | 9320697    | Germania (bandiera) | [ 7 ] |
| Tsingtao Express     | H1741          |          | HD Hyundai Heavy Industries | 12 dicembre 2006  | 16 febbraio 2007 | 18 aprile 2007    | Hapag-Lloyd AG | 9320702    | Liberia (bandiera)  | [ 8 ] |

## Storia
Costruite dal 2004 al 2008 presso il cantiere navale Hyundai Heavy Industries (HHI),  a Ulsan (Corea del Sud), le unità hanno sovrastrutture disposte tre quarti a poppa e una capacità di carico di 8.749 TEU ciascuna.
Le navi della classe Colombo Express battono bandiera tedesca e liberiana, con porto di registrazione ad Amburgo e Monrovia e inizialmente venivano utilizzate su un servizio di linea di 56 giorni tra l'Europa e l'Asia.
Le navi sono noleggiate dalla DAL Deutsche Anlagen-Leasing Gesellschaft.
La capoclasse Colombo Express venne impostata il 1º novembre 2004, varata il 14 gennaio 2005 e consegnata il 30 marzo 2005. Dopo il suo completamento, per due mesi fu la più grande nave portacontainer del mondo. Nel luglio 2005, la MSC Pamela della Mediterranean Shipping Company, che ha una capacità totale di carico di 9.200 TEU, superò la Colombo Express per capacità di carico.
Le navi furono inizialmente classificate dall'ente di classificazione navale Germanischer Lloyd. A causa della fusione delle società di classificazione Det Norske Veritas e Germanischer Lloyd, le navi sono ora classificate da DNV GL.

### Espansione della flotta della classe Colombo Express
Dal 2005 al 2010, la Hyundai Heavy Industries costruì quattordici navi portacontainer per la Hapag-Lloyd AG, otto delle quali appartengono alla classe Colombo Express. Le altre sei navi appartengono alla classe Prague Express (tre) e alla classe Vienna Express (tre). Le classi differiscono in termini di motorizzazione e leggermente in termini di capacità di carico.
Altre sei unità di questo tipo furono aggiunte nel 2010 e nel 2011. Nell'ambito di un nuovo ordine di costruzione nel dicembre 2010 per quattro navi portacontainer (tipo New Post-Panmax) da 13.200 TEU ciascuna da parte della Hyundai Heavy Industries, i sei ordini di costruzione in sospeso furono convertiti anche in ordini per navi portacontainer da 13.200 TEU ciascuna. Queste dieci navi appartengono alla classe Hamburg Express.

#### Chicago ExpresseKuala Lumpur Express
La Chicago Express e la Kuala Lumpur Express servono la compagnia di navigazione per la formazione del personale marittimo. A bordo vengono formati gli assistenti degli ufficiali nautici e tecnici nonché i meccanici navali. A tale scopo, sulla nave è previsto un intero ponte aggiuntivo che, oltre all'alloggio per 15 cadetti, dispone anche di una sala di addestramento separata. Ciò significa che le due navi hanno sette ponti, mentre le altre loro navi gemelle ne hanno solo sei. I tirocinanti vengono impiegati anche nel servizio navale, in particolare sul ponte e nella sala macchine.

### Incidenti e inconvenienti

#### Chicago Express

##### Incidente marittimo a Hong Kong
Il 23 settembre 2008 la Chicago Express dovette lasciare Hong Kong perché si stava avvicinando un tifone e il porto non era a prova di tempesta. In mare, la nave fu colta dall'imminente tifone Hagupit. Il vento e le onde provocarono violenti movimenti della nave. Per ridurre il rollio, la nave percorse una rotta generale verso nord-est a bassa velocità, resistendo alla tempesta sulle rotte alternate più favorevoli a seconda della direzione del vento e delle onde. Ciò permise di ridurre il rollio della nave dagli iniziali 30 a circa 20 gradi. Il giorno successivo, mentre la nave stava nuovamente sorpassando a dritta, intorno alle 2:45, fu colpita da un'onda particolarmente forte sul lato di dritta, che aumentò per alcuni secondi l'inclinazione della nave fino a circa 44 gradi e la fece rollare violentemente parecchie volte. Tutti, tranne l'ufficiale di guardia, sul ponte persero l'equilibrio. Gli enormi valori di accelerazione causarono il decesso della vedetta filippina e il grave ferimento del capitano. Quando l'ufficiale di guardia e il timoniere ripresero il controllo della nave, trovarono il capitano e la vedetta senza vita sul pavimento del ponte. La vedetta morì per le ferite riportate sul ponte, a causa dell'urto con armadietti e attrezzature. Il capitano riportò ferite gravi e venne salvato da un elicottero di soccorso poche ore dopo, dopo che la tempesta si calmò, e portato in un ospedale di Hong Kong. Un'indagine su questo sinistro marittimo da parte dell'Ufficio federale per le indagini sulle vittime marittime rivelò, tra l'altro, che non erano presenti un numero sufficiente di corrimano e maniglie sul ponte della nave. Inoltre, in linea di principio, su navi di queste dimensioni dovrebbero essere adottate più misure per ridurre i movimenti di rollio, poiché i valori di accelerazione sul ponte sono molto elevati.

##### Carico illegale
La Chicago Express fu coinvolta in uno scandalo marittimo in un porto dell'Hampshire. Secondo quanto riferito, i funzionari trovarono un dolce vietato, che causò la morte di quattro bambini all'inizio dell'anno, in alcuni container della nave. Ciò diede agli ufficiali un motivo probabile per perquisire il resto del carico della nave, nel quale trovarono anche merci importate illegalmente come 20.000 sigarette, pasta di gamberetti, latte condensato e carne secca. Le aziende che tentarono di importare la merce illegale ricevettero un avviso di distruzione della merce, la dogana e le accise gli addebiteranno il servizio.

#### Colombo Express
Il 29 settembre 2014 la Colombo Express si scontrò con la Maersk Tanjong mentre entrava nel Canale di Suez. Entrambe le navi furono danneggiate. Il rapporto sull'incidente dell'Ufficio federale per le indagini sulle vittime marittime non fu pubblicato.

#### Kyoto Express
Il 18 gennaio 2008, intorno alle 16:35, una gru crollò sulla Kyoto Express al Southampton Container Terminals. La parte del molo venne evacuata e non furono segnalati feriti.
Anche dopo quattro settimane dall'incidente della gru, molte navi e imbarcazioni dovettero dirottarsi verso altri porti a causa della sospensione delle operazioni di ricostruzione e riparazione del porto. La partenza della Kyoto Express è stata ritardata di circa 10 giorni mentre i detriti e i container danneggiati dal crollo venivano rimossi dalla nave e dal molo.
A causa dell'incidente, la Honda perse l'intera produzione nello stabilimento di South Marston perché i pezzi non potevano essere consegnati e i 5.000 membri dello staff furono rimandati a casa. La Kyoto Express trasportava cambi e trasmissioni per Swindon dall'Estremo Oriente che alla fine furono dirottati ad Amsterdam per essere poi trasportati nel Regno Unito.
"Il guasto della gru a Southampton nel fine settimana ci ha causato un grosso problema con lo scarico dei componenti chiave del motore", ha affermato Julie Cameron, responsabile delle comunicazioni aziendali della Honda. "Di conseguenza, la produzione di auto è stata interrotta a causa della carenza di pezzi. Sono stati presi accordi per trasportare i pezzi rimanenti nel Regno Unito. Prevediamo la consegna questa mattina, quando si stima che la piena produzione riprenderà su entrambe le linee. Durante questo periodo di non produzione, ai dipendenti viene data l'opportunità di prendersi delle vacanze e sono previste altre attività come la formazione."
La perdita di produzione prevista era compresa tra 600 e 1.000 veicoli.

## Galleria d'immagini

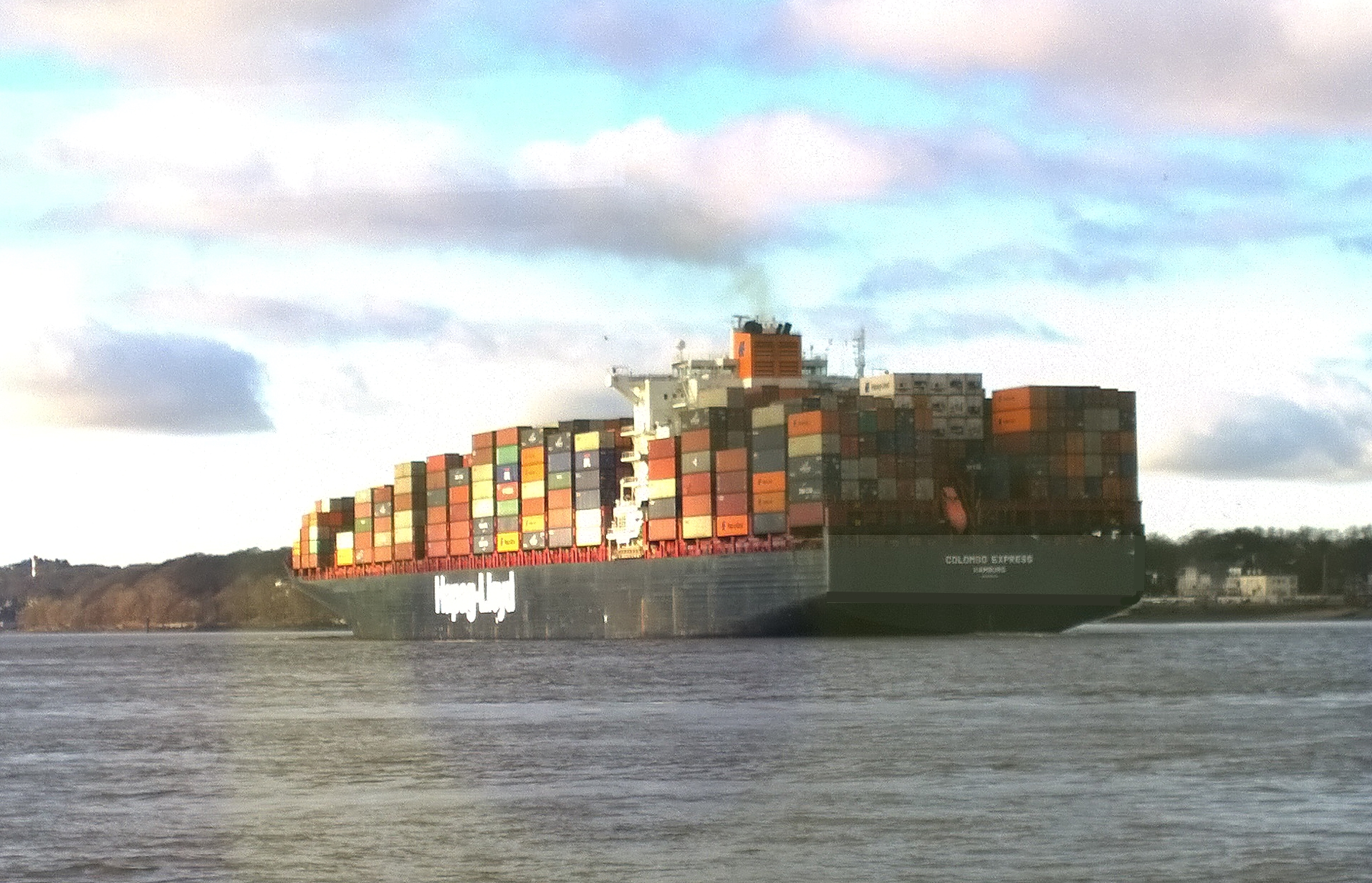
La Colombo Express che naviga sull'Elba
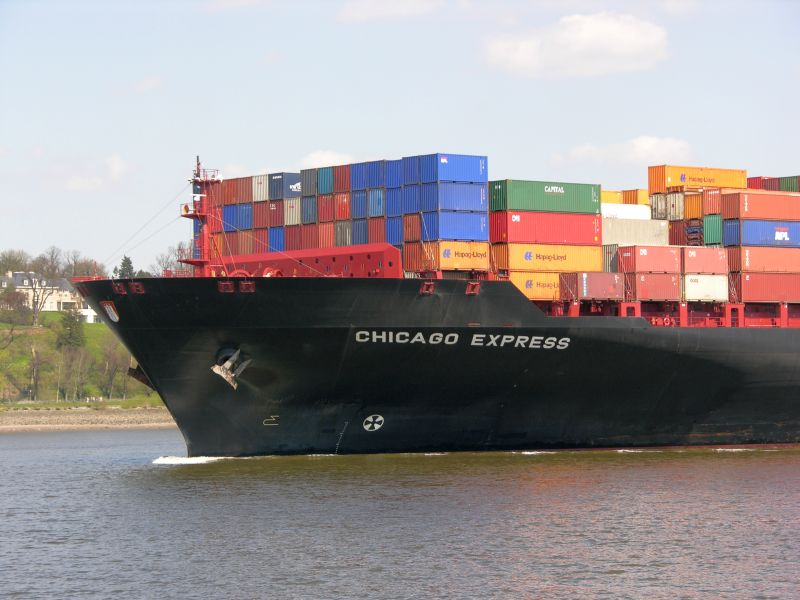
Prua della Chicago Express
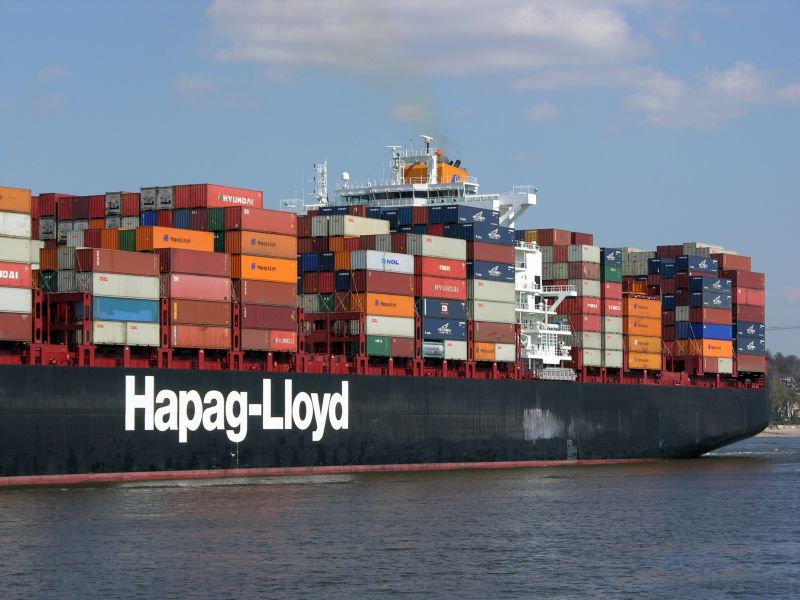
Zona centrale e poppiera della Chicago Express
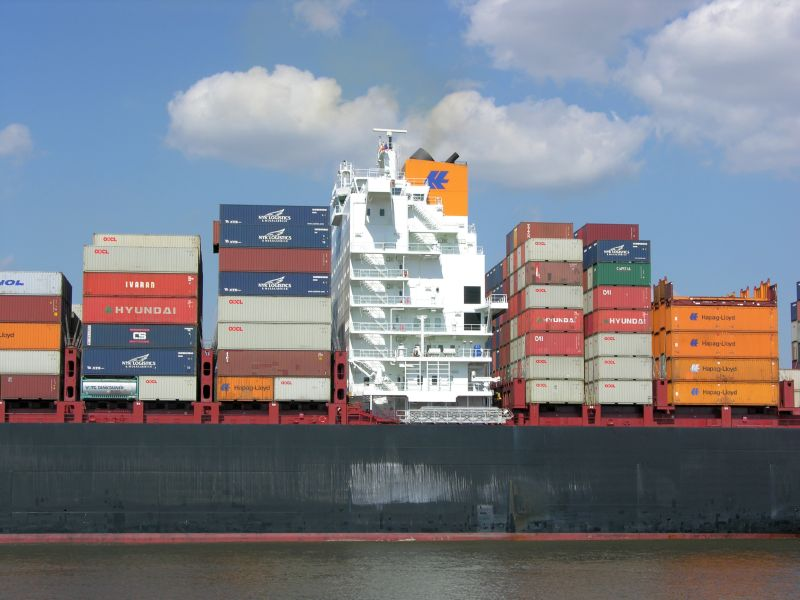
La sovrastruttura della Chicago Express
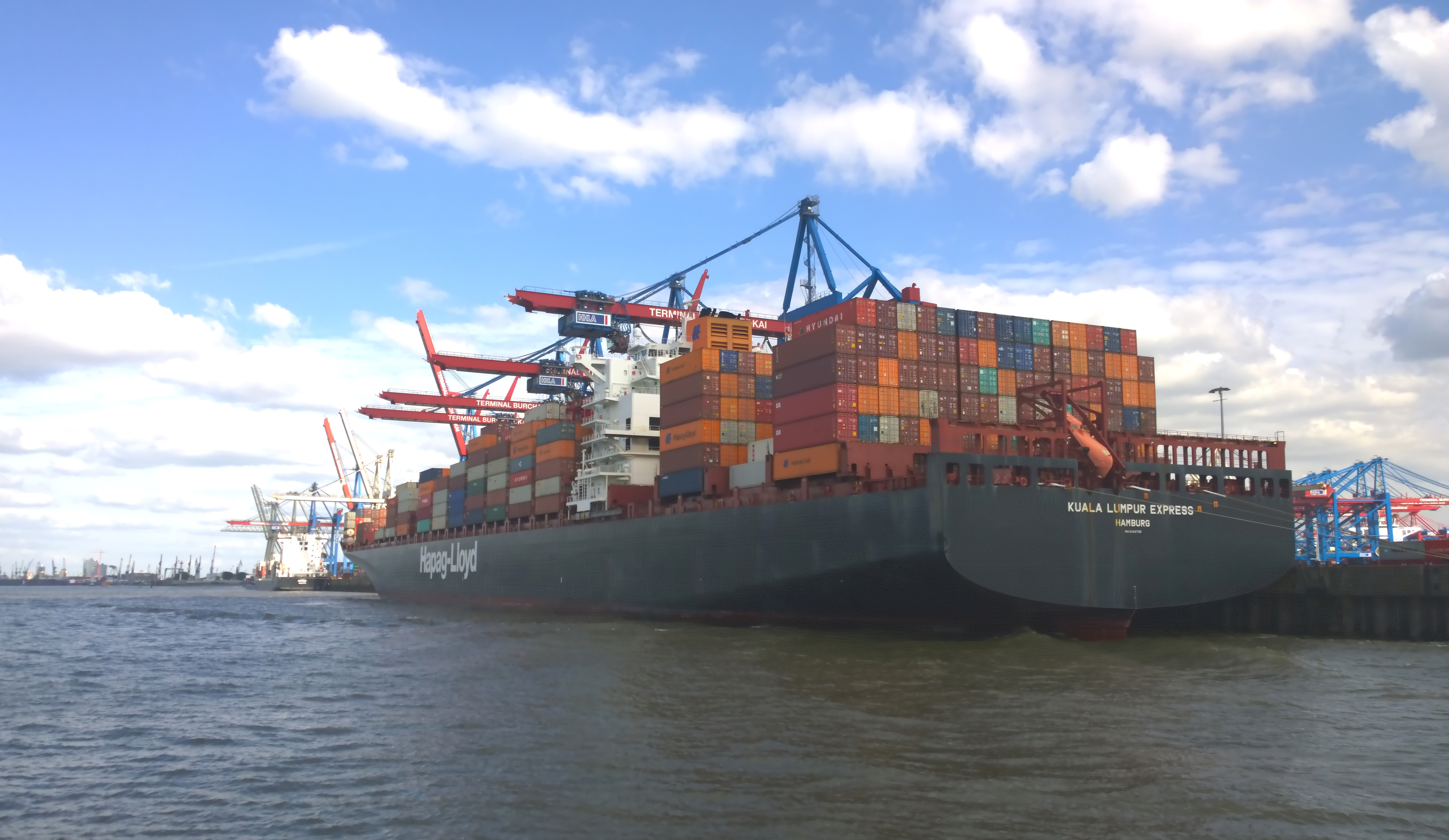
Vista posteriore della Kuala Lumpur Express
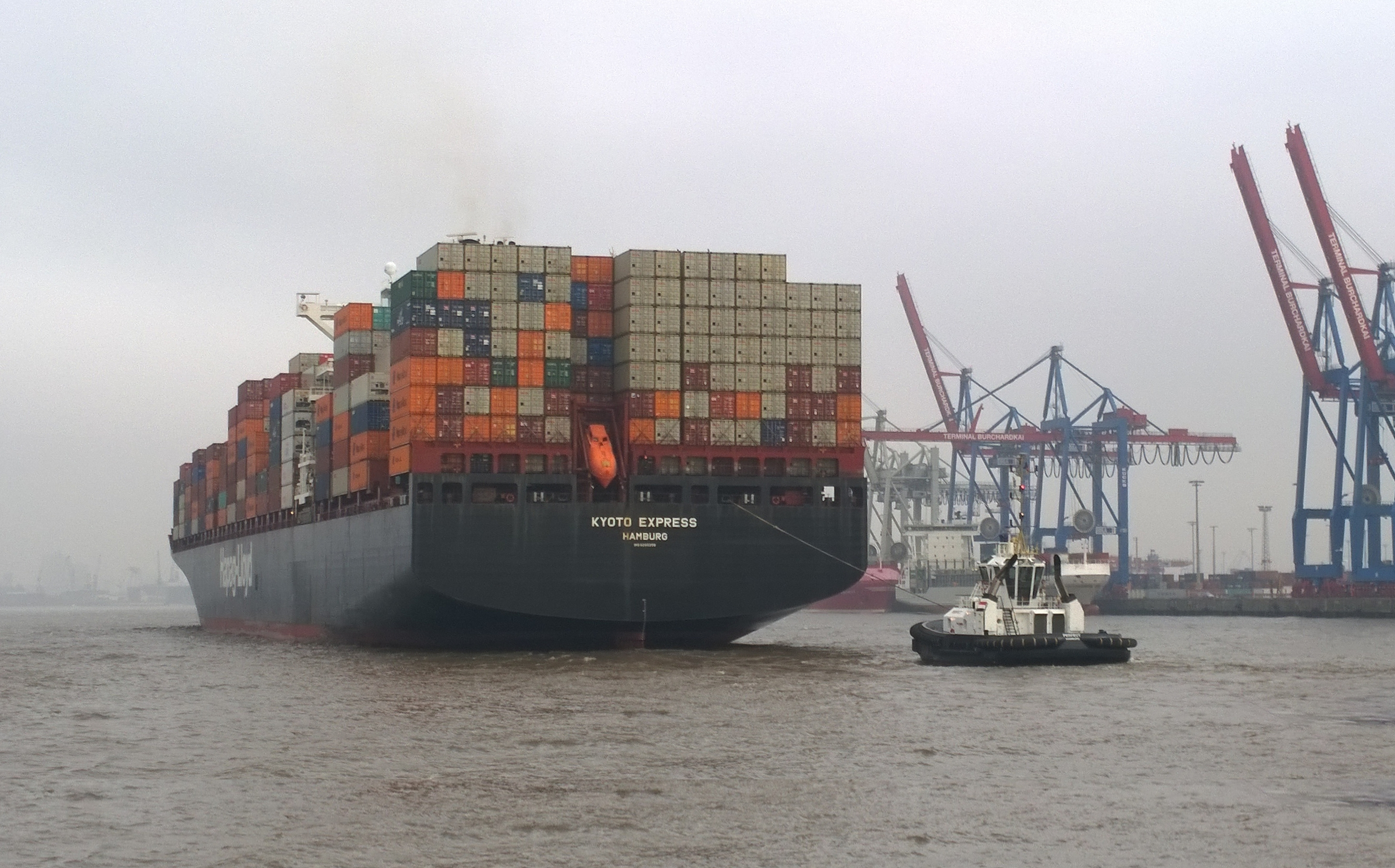
La Kyoto Express durante le manovre di attracco al terminal container di Burchardkai
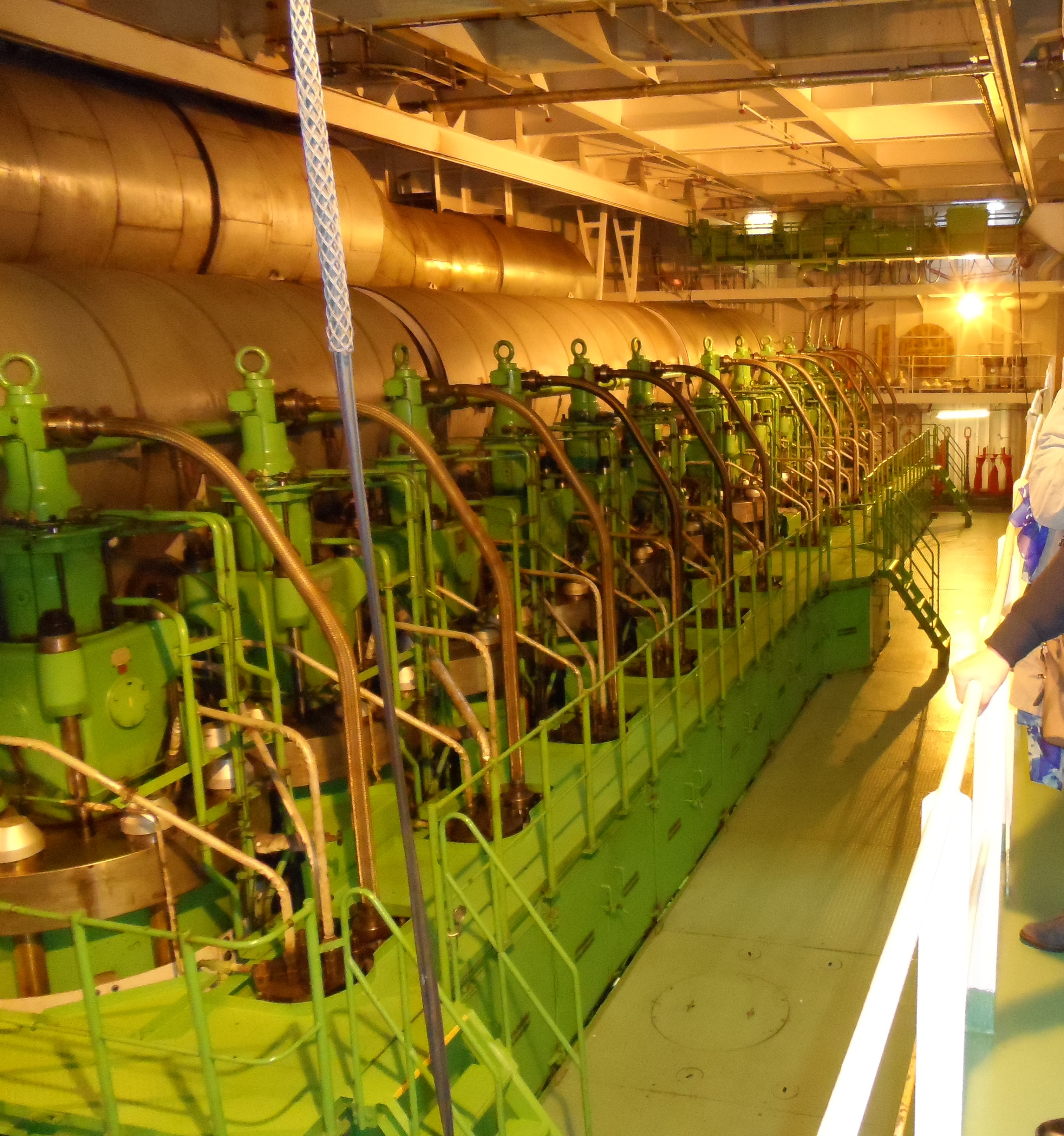
La sala macchine della Chicago Express
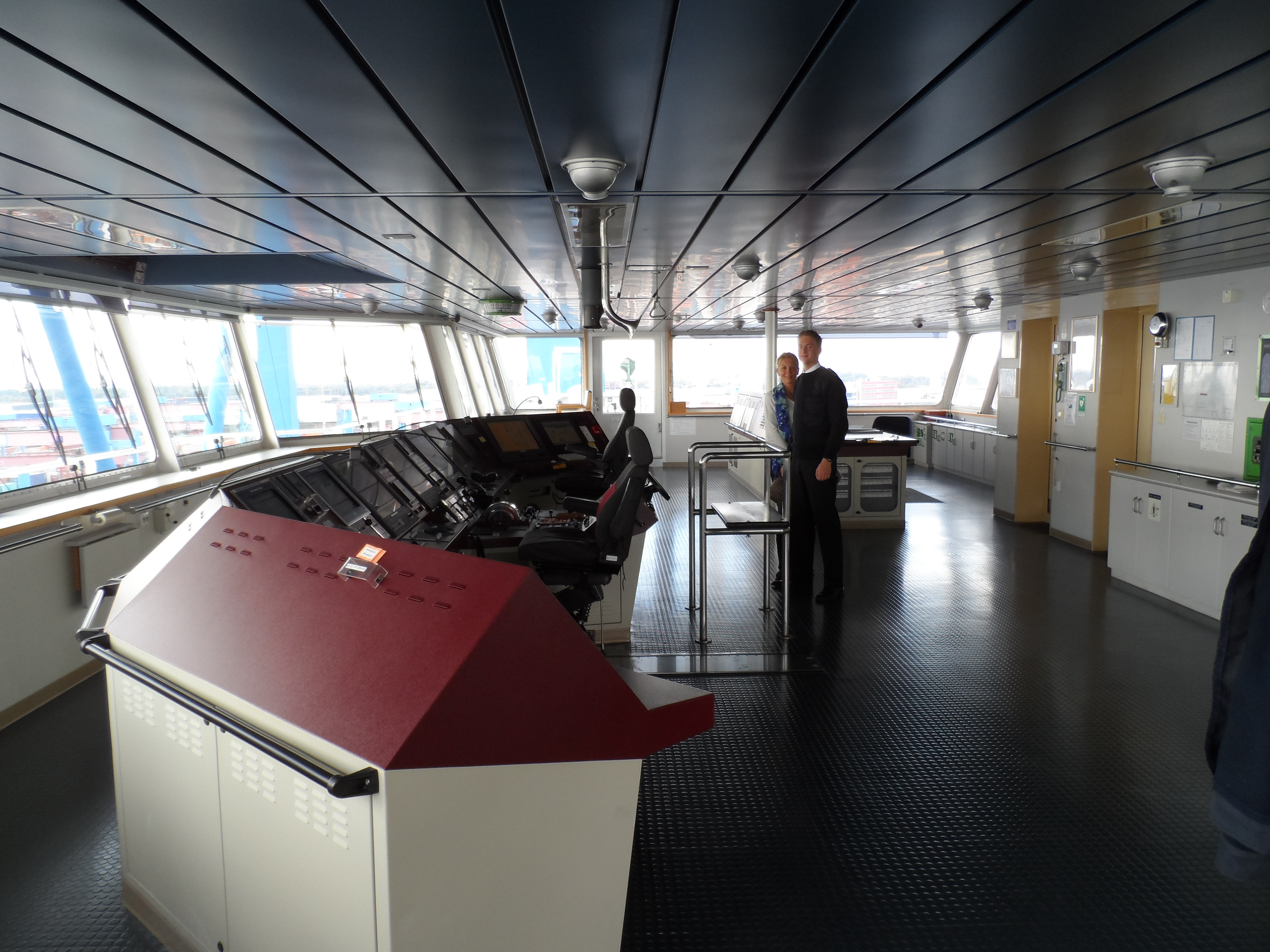
Il ponte della Chicago Express
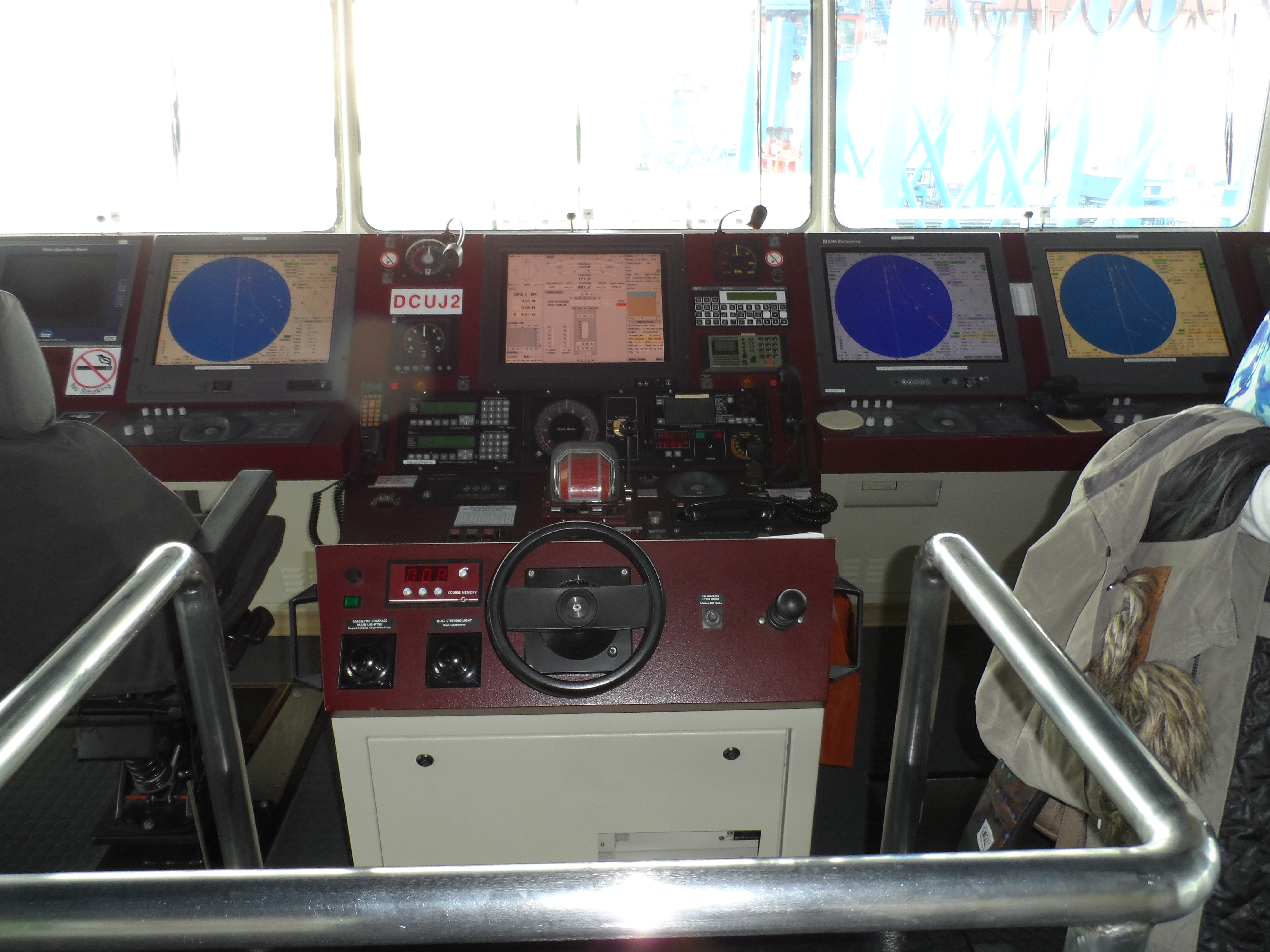
La posizione di controllo della Chicago Express (successivamente contornata da una ringhiera)